# Facultad de Ciencias (Universidad Nacional Autónoma de México)

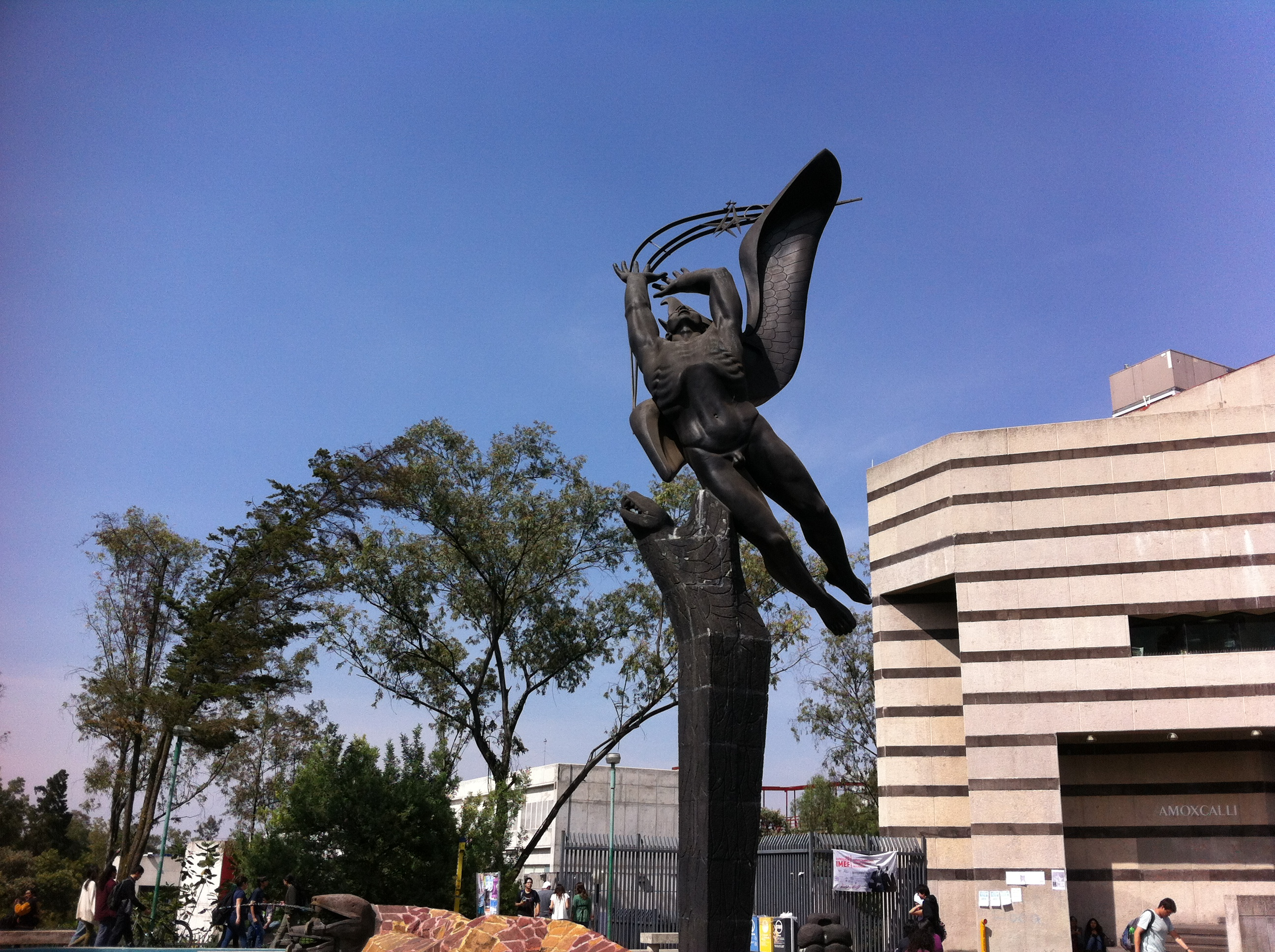
Fuente de Prometeo en la Facultad de Ciencias de la Universidad Nacional Autónoma de México.

La Facultad de Ciencias de la Universidad Nacional Autónoma de México es la dependencia encargada de realizar docencia e investigación en actuaría, biología, física, física biomédica, matemáticas, matemáticas aplicadas, ciencias de la computación, manejo sustentable de zonas costeras, ciencias ambientales y ciencias de la Tierra. Es entidad participante de los posgrados de ciencias biológicas, ciencias físicas, ciencias matemáticas, ciencias e ingeniería de la computación, ciencias astronómicas, ciencias del mar y limnología, filosofía de la ciencia y ciencias de la Tierra de la UNAM.

## Historia
La Facultad de Ciencias se creó en 1938 e inició su operación en 1939. Sus orígenes se remontan a la Escuela Nacional de Altos Estudios, abierta en septiembre de 1910, y en cuyo seno se gestaron y desarrollaron vigorosamente durante muchos años las dos facultades que se dedican a las actividades fundamentales de la cultura: la Facultad de Ciencias y la Facultad de Filosofía y Letras.
El crecimiento de la cultura y la ciencia a nivel mundial, impuso la necesidad de cambios estructurales, y así, a fines de 1938, por iniciativa del Ingeniero Ricardo Monges López, Director de la Escuela Nacional de Ciencias Fisicomatemáticas, de Antonio Caso, Director de la Facultad de Filosofía, de Isaac Ochoterena, Director del Instituto de Biología y de Alfredo Baños, Director del Instituto de Ciencias Físicomatemáticas, se creó la actual Facultad de Ciencias, en la que se impartían las carreras de Biología, Física y Matemáticas. 
En 1945 justamente en la etapa final de la Segunda Guerra Mundial, el Dr. Antonio Minzoni Consortti (matemático italiano radicado en México) junto con el Ing. Monges López crean la licenciatura en Actuaría con el fin de estimular el crecimiento económico y la ciencia aplicada en México, todo esto en la etapa histórica del Milagro Mexicano.
Al inaugurarse la Ciudad Universitaria, en 1954, la Facultad de Ciencias ocupó el edificio que hoy tiene la Coordinación de Posgrado, justo en el centro del campus universitario. Este edificio fue diseñado por el arquitecto de la Ciudad de México Eugenio Peschard. Los institutos de investigación afines, asociados desde su inicio a la docencia, estaban instalados en lo que hoy es la Torre II de Humanidades.
En 1977 la Facultad se trasladó a sus instalaciones actuales, en la zona exterior de Ciudad Universitaria, las que han crecido con la apertura, en los años noventa, del edificio Amoxcalli, que alberga la biblioteca, dos salas de computación y algunas aulas, así como su gran edificio de docencia en ciencias experimentales "Tlahuizcalpan" en 2003. Para 2004 se abrió la Unidad Multidisciplinaria de Docencia e Investigación en Sisal, Yucatán, primera sede foránea.
La Facultad ha tenido, desde su inicio, una meta clara: formar científicos que realicen investigación, que eleven la cultura científica del país, lo cual se ha logrado a través de la formación de recursos humanos. Actualmente se capacitan profesionales en Actuaría, Biología, Ciencias Ambientales, Ciencias de la Computación, Física, Manejo Sustentable de Zonas Costeras, Física Biomédica, Ciencias de la Tierra, Matemáticas Aplicadas y Matemáticas.
En la Facultad, además, se realiza investigación de gran calidad, así como divulgación científica a muy diversos públicos. en diversos temas como nanociencias y nanotecnología

## Directores
Los directores de esta institución académica mexicana son actualmente elegidos por la Junta de Gobierno de la UNAM a partir de una terna y permanecen en su cargo por cuatro años, cada año presentan su informe de actividades, pueden ser reelegidos una vez por lo que pueden mantenerse en cargo hasta por ocho años, la lista de directores se enumera a continuación:
Ricardo Monges López (1937-1946)
Alberto Barajas Celis (1947-1957)
Carlos Graef Fernández (1957-1959)
Fernando Prieto Calderón (1965-1969)
Juan Manuel Lozano (1969-1973)
Juan Luis Cifuentes, Biólogo (1973-1978)
Ana María Cetto (1978-1982)
Félix Recillas Juárez (1982-1986)
Francisco Ramos,   Físico (1986-1990)
Rafael Pérez Pascual, Físico (1990- 1998) 
Luis Fernando Magaña Solís (1998-2002)
Ramón Peralta y Fabi, Físico (2002-2010)
Rosaura Ruiz Gutiérrez, Bióloga (2010-2017)
Catalina Elizabeth Stern Forgach (2017-2021)
Víctor Manuel Velázquez Aguilar, Físico (2021-2025)

## Profesores
La siguiente es una lista no exhaustiva de miembros de su personal docente que han destacado:
- Juan Manuel Lozano Mejía (1929–2007). En 2003, la UNAM lo homenajeó como uno de los "Forjadores de la Ciencia en México".  Su campo de especialidad fue la mecánica clásica.
- Arcadio Poveda Ricalde. El planetario público de su natal Mérida, Yucatán, lleva su nombre como reconocimiento a su trayectoria profesional.[17]
- Ana María Cetto. Fue presidente del Consejo de las Conferencias Pugwash cuando esta organización internacional ganó el Premio Nobel de la Paz en 1995. También fue partícipe del Nobel de la Paz en 2003, al ser miembro de la dirección del Organismo Internacional de Energía Atómica.
- Tomás Brody (1922-1988). Como físico, se interesó en una multitud de problemas: la lluvia radioactiva en México, la física nuclear, la computación científica y el análisis numérico, la epistemología de la física y las relaciones ciencia y sociedad; pero fue tal vez en la física nuclear donde realizó sus trabajos más notables, entre los que destaca el cálculo por computadora más ambicioso jamás realizado en México: se trata de la preparación de la Tabla de Paréntesis de Transformaciones, en coautoría con el también físico mexicano Marcos Moshinsky.
- Julieta Fierro Gossman. Astrónoma y divulgadora de la ciencia, galardonada en 1995 con el Premio Kalinga de la UNESCO.
- Marcos Moshinsky (1921-2009). Premio Príncipe de Asturias de Investigación Científica y Técnica en 1988.
- Luis de la Peña. Emérito, Premio Nacional de Ciencias y Artes.
- Germinal Cocho. Emérito, Premio Nacional de Ciencias y Artes.
- Manuel Peimbert. Investigador Emérito Nacional, Premio Nacional de Ciencias y Artes.
- Ignacio Bolívar Urrutia (1850-1944). En Madrid fue director del Museo Nacional de Ciencias Naturales y del Real Jardín Botánico. Marchó al exilio en 1939 a México, donde fue nombrado doctor honoris causa por la UNAM.
- Alfonso Luis Herrera. Científico mexicano que realizó investigaciones acerca del origen de la vida.
- Helia Bravo-Hollis (1901-2001). Su obra científica es de más de 160 publicaciones, 60 taxa descritos y 59 cambios nomenclaturales.
- Víctor Neuman (1933-2004). Fue un matemático mexicano, pionero en el campo de la teoría de grafos.
- Francisco Javier González Acuña (Fico). Matemático especializado en la topología de dimensiones bajas cuyas contribuciones han aparecido en la revista Ann. of Math.
- José Antonio de la Peña, matemático algebrista. Ha sido director del IMATE y miembro del Consejo Nacional de Ciencia y Tecnología.
- José Adem. Matemático especializado en topología algebraica, fundador del Departamento de Matemáticas del Cinvestav del Instituto Politécnico Nacional.
- Samuel Gitler. Matemático especializado en topología algebraica.
- Graciela Salicrup. Matemática especializada en topología categórica.
- Alberto Barajas Celis. Físico y matemático, trabajó con George David Birkhoff.
- Carlos Graef Fernández. Físico, matemático, investigador, catedrático y académico. En 1941, comenzó a impartir cátedra en la Facultad de Ciencias como profesor titular, puesto que ocupó hasta su muerte. Fue director de esta facultad de 1957 a 1959. Impartió clases en la Universidad de Harvard de 1944 a 1945. Fue fundador y director de la División de Ciencias Básicas e Ingeniería de la Universidad Autónoma Metropolitana Unidad Iztapalapa (UAM) de 1974 a 1976. Fundador de la Sociedad Mexicana de Física. Se especializó en el estudio de las órbitas de las partículas cargadas de electricidad que se mueven en el campo magnético de la Tierra, en la teoría de gravitación y en la teoría general de la relatividad.
- Julián Adem: Ingeniero civil, matemático, geofísico.
- Sotero Prieto Rodríguez: Matemático mexicano.
- Manuel Sandoval Vallarta: Físico que forjó la física en México, con la fundación de la Facultad de Ciencias y el Instituto de Física.
- Leopoldo García-Colín Scherer: Físico fundador de la ESFM.
- Antonio Lazcano Araujo: Biólogo evolutivo, actual director del Centro Lynn Margulis para la Investigación en Biología Evolutiva.
- Ramón Peralta y Fabi. Doctor en Ciencias (Física) (UNAM). Profesor en la Facultad de Ciencias, que dirigió de 2002 a 2010. Director, desde 2014, de la UNAM-Canadá (Gatineau, Quebec).
- Miguel Alcubierre: Físico director del Instituto de Ciencias Nucleares
- Santiago López de Medrano Sánchez: Matemático miembro del Instituto de Matemáticas

## Estructura
La investigación en la Facultad de Ciencias de la UNAM está conformada por tres coordinaciones: Biología que está dividida en cuatro departamentos: Biología Celular, Biología Comparada, Biología Evolutiva y Ecología y Recursos Naturales; Física que tiene a cargo dos carreras: Física y Física Biomédica; y  Matemáticas que gestiona cuatro carreras: Actuaría, Ciencias de la Computación, Matemáticas y Matemáticas Aplicadas.

## Instalaciones
La facultad de ciencias cuenta con 11 edificios en los que se imparten clases y talleres.
- Edificio A de Biología
- Edificio B de Biología
- Edificio de Física
- Edificio de Matemáticas
- Edificio Poniente
- Edificio Oriente
- Edificio Tlahuizcalpan
- Amoxcalli
- Ex Biblioteca
- Yelizcalli
- Nuevo Edificio de Docencia e Investigación[19]

### Sedes foráneas
- UMDI Juriquilla[20]
- UMDI Sisal

## Actividades culturales
Diversos grupos estudiantiles y académicos se han organizado en el interior de la facultad para ofrecer actividades culturales extracurriculares. Estos incluyen grupos de actuarios, biólogos, computólogos, físicos, matemáticos y estudiantes de ciencias de la Tierra.
- Nibiru Sociedad Astronómica
- Equipo de Buceo Científico (Docencia e Investigación)
- conCiencias libres
- Cineclub Ciencias
- Incubot: Taller de Mecatrónica y Club de Robótica[21]